# 卡费阿拉
卡费阿拉是巴西巴拉那州的一个市镇。总面积185.798平方公里，总人口2821人，人口密度15.2人/平方公里。